# 玲奈
玲奈（れいな、1983年8月1日 - ）は、日本の元タレント、グラビアアイドル、ファッションモデル。
旧芸名は中俣 玲奈（なかまた れいな）。元サンズ、A-PLUS所属。週刊ヤングマガジン「2000年女子高生水着甲子園」グランプリ。玲奈と改名してからは『JJ』や『ViVi』などのファッション誌でモデルとしても活動していたが、2010年4月8日には家庭の事情で芸能活動を休止することをブログ上で表明した。

## 出演

### テレビ
- アイドル王（2000年、TBS）
- ジャングルTV ～タモリの法則～（2001年、毎日放送）
- THE夜もヒッパレ（2001年、日本テレビ）
- 若菜の女塾（2001年、テレビ東京）
- ちゃんネプ（2002年、テレビ朝日）
- ジャイケルマクソン（2006年8月23日 - 2007年9月5日、毎日放送） - レギュラー（月2回）・2週ごとにほしのあきと交代で、白鳥百合子とともに出演。
- パンチクラブ「IDOL PARK」（2006年7月19日 - 、CS日テレ） - レギュラー
- ミラクルH（2006年8月29日、テレビ東京）
- グラビアトークオーディション （2006年10月28日 - 11月11日、フジテレビ）
- 浜ちゃんと!（2008年3月4日、読売テレビ。日本テレビでは2008年3月5日放送）
- 神さまぁ〜ず（2008年6月3日、TBS）
- 加藤夏希のトレンドアイズ（2008年4月 - 、BS日テレ） - 準レギュラー

### ドラマ
- 非婚家族（2001年、フジテレビ）

### 映画
- サムライガール21（2001年）
- HIROMI（2007年） - ケイコ役

## リリース作品

### DVD
- いとしのレイナ（2001年8月、ケイエスエス）- 中俣玲奈名義
- 玲奈バスへようこそ!（2006年4月28日発売、リバプール）
- Succubus（2006年7月28日発売、リバプール）
- meringue（2007年1月26日発売、フォーサイド・ドット・コム）
- piege（2007年4月27日発売、フォーサイド・ドット・コム）
- ifもしも…（2008年10月24日発売、リバプール）

## 写真集
- いとしのレイナ（2001年8月、ケイエスエス）- 中俣玲奈名義

## 雑誌
- 週刊プレイボーイ（集英社）2005年10月18日号
- Bejean白娘隊（GOT）2007年5月号